# Горнштайн (Бургенланд)
Горнштайн (нім. Hornstein) — ярмаркова громада в політичному окрузі Айзенштадт-Умгебунг федеральної землі Бургенланд, в Австрії.
Горнштайн лежить на висоті 273 м над рівнем моря і займає площу 37,04  км². Громада налічує 2788 осіб. 
Густота населення 75,27 осіб/км².
|                                    |
| Горнштайн на мапі округу та землі. |

Бургомістром громади з 2017 року є Крістоф Вольф (нім. Christoph Wolf) від АНП.
 Адреса управління громади: Ратгаусплац, 1, 7053 Горнштайн (нім. Rathausplatz 1, 7053 Hornstein).

## Демографія
Історична динаміка населення міста за даними сайту Statistik Austria

## Відомі особистості
У місті народився:
- Ганс Зедельмаєр (1896-1984) — австрійський історик мистецтва.

## Виноски
- Офіційна сторінка [Архівовано 11 квітня 2022 у Wayback Machine.](нім.)